# Le nozze di Figaro
Le nozze di Figaro (K 492) è un'opera in quattro atti di Wolfgang Amadeus Mozart.
È la prima delle tre opere buffe in italiano da lui composte su libretto di Lorenzo Da Ponte, che per Mozart scrisse anche Don Giovanni e Così fan tutte.
Il libretto, musicato da Mozart a ventinove anni, è tratto dalla commedia La folle giornata o Il matrimonio di Figaro di Beaumarchais (autore della trilogia di Figaro: Il barbiere di Siviglia, Il matrimonio di Figaro e La madre colpevole).
L'opera debuttò al Burgtheater di Vienna il 1º maggio 1786 e due anni più tardi a Firenze conobbe la sua prima italiana.

## La storia
Secondo la testimonianza contenuta nelle Memorie di Da Ponte, l'opera sarebbe stata scritta da Mozart in gran segreto in quanto la commedia di Beaumarchais era stata censurata dall'imperatore Giuseppe II; Mozart avrebbe impiegato sei settimane per completarla. Sarebbe stato lo stesso Da Ponte a convincere Giuseppe II ad approvare l'opera.
Inoltre, la scena finale del terzo atto, che comprendeva un balletto e una pantomima, si dovette scontrare con un divieto imperiale di rappresentare balli in scena. Racconta Da Ponte, nelle sue Memorie, che lui e Mozart, non intendendo rinunciare al finale come l'avevano concepito, invitarono l'imperatore ad assistere a una prova, dove eseguirono quel pezzo muto. L'Imperatore subito ordinò che la musica fosse reinserita.
Così Le nozze di Figaro, finita di comporre il 29 aprile, fu messa in scena al Burgtheater di Vienna, il 1º maggio 1786 con Nancy Storace (Susanna), Francesco Benucci (Figaro), Dorotea Bussani (Cherubino) e Michael Kelly (Basilio e Don Curzio), diretta dal compositore nelle prime due rappresentazioni e da Joseph Weigl nelle repliche. 
Ottenne un successo strepitoso, al punto che l'Imperatore, dopo la terza recita, dovette emanare un decreto per limitare le richieste di bis, in modo che le repliche non durassero troppo. 
Ancor più grande fu il successo al Teatro Nazionale di Praga (dal 17 gennaio 1787), dove (a detta di Mozart): «Qui non si parla che del Figaro, non si suona, non si strombetta, non si canta, non si fischia che il Figaro, non si va a sentire altra opera che il Figaro. Eternamente Figaro!».
L'opera è in quattro atti e ruota attorno alle trame del Conte d'Almaviva, invaghito della cameriera della Contessa, Susanna, alla quale cerca di imporre lo ius primae noctis. La vicenda si svolge in un intreccio serrato e folle, in cui donne e uomini si contrappongono nel corso di una giornata di passione travolgente, piena di eventi sia drammatici che comici, e nella quale alla fine i “servi” si dimostrano più signori e intelligenti dei loro padroni. 

## Rapporto fra la commedia di Beaumarchais e l'opera di Mozart
La commedia La Folle Journée, ou Le Mariage de Figaro (La folle giornata o Il matrimonio di Figaro) fu scritta da Beaumarchais fra il 1778 e il 1781, ma solo nel 1784 ottenne dal re Luigi XVI il permesso per la sua prima rappresentazione pubblica. A Vienna una traduzione in tedesco del testo di Beaumarchais fu autorizzata dalla censura e pubblicata alla fine di gennaio del 1785, e la compagnia teatrale diretta da Emanuel Schikaneder e Hubert Kumpf ne programmò la messa in scena per il 3 febbraio 1785; ma la rappresentazione fu proibita all'ultimo momento dall'imperatore Giuseppe II. 
Il rapporto fra la commedia di Beaumarchais e l'opera di Mozart è stato interpretato variamente dagli studiosi. Diversi commentatori si soffermano sulla valenza politica del testo di Beaumarchais (l'antagonismo fra il conte di Almaviva e una coppia di suoi servitori - Figaro e Susanna - viene infatti spesso interpretato in termini di una rivendicazione a favore del Terzo Stato) e sul problema se Mozart e Da Ponte, nel loro adattamento, abbiano mantenuto oppure attenuato tale connotazione. Alcuni autori giungono tuttavia a negare qualsiasi intento di polemica politica o sociale nella commedia di Beaumarchais, nell'opera di Mozart o in entrambe. Altra questione dibattuta è la motivazione della censura del Matrimonio di Figaro da parte dell'imperatore d'Austria e la misura in cui tale proibizione abbia influito sulla composizione delle Nozze di Figaro.

## Interpreti della prima assoluta
| Personaggio            | Registri vocali     | Interpreti della prima 1º maggio 1786 (direttore Wolfgang Amadeus Mozart) |
| ---------------------- | ------------------- | ------------------------------------------------------------------------- |
| Conte d'Almaviva       | baritono            | Stefano Mandini                                                           |
| Contessa d'Almaviva    | soprano             | Luisa Laschi                                                              |
| Susanna                | soprano             | Nancy Storace                                                             |
| Figaro                 | basso               | Francesco Benucci                                                         |
| Cherubino              | soprano en travesti | Dorotea Bussani                                                           |
| Marcellina             | soprano             | Maria Mandini                                                             |
| Don Bartolo Antonio    | basso               | Francesco Bussani                                                         |
| Don Basilio Don Curzio | tenore              | Michael Kelly                                                             |
| Barbarina              | soprano             | Anna Gottlieb                                                             |

## La trama

### Primo atto
La sera prima delle nozze, Figaro e Susanna (cameriera della Contessa) sono nella stanza che il Conte d'Almaviva ha assegnato loro. Susanna rivela a Figaro che il Conte vuol rivendicare lo ius primae noctis che egli stesso aveva abolito. Figaro si arrabbia e medita vendetta («Se vuol ballare / signor Contino, / il chitarrino / le suonerò, sì»). Anche la non più giovane Marcellina è intenzionata a mandare all'aria i progetti di matrimonio di Figaro e sostiene, con l'aiuto di Don Bartolo, il proprio diritto a sposare Figaro in virtù di un prestito concessogli in passato e mai restituito. Don Bartolo, del resto, gode all'idea di potersi vendicare dell'ex barbiere di Siviglia, che aveva favorito il Conte a sottrargli Rosina, l'attuale Contessa. Entra in scena il paggio Cherubino che chiede a Susanna di intercedere in suo favore presso la Contessa: il giorno prima il Conte, trovandolo solo con Barbarina, si era insospettito e lo aveva cacciato dal palazzo. L'arrivo improvviso del Conte lo obbliga a nascondersi e ad assistere alle proposte galanti che il Conte indirizza alla cameriera Susanna. Ma anche il Conte deve nascondersi al veder avvicinarsi Don Basilio, che svela a Susanna le attenzioni rivolte da Cherubino alla Contessa. Sopraffatto dalla gelosia, il Conte esce dal nascondiglio e, una volta scoperto che anche il paggio era nascosto lì, va su tutte le furie. Entrano i contadini con Figaro, ringraziando il Conte per aver eliminato il famigerato ius primae noctis. Il Conte, con un pretesto, rinvia il giorno delle nozze e ordina l'invio immediato di Cherubino a Siviglia, dove dovrà arruolarsi come ufficiale (egli, come vedremo nel secondo atto non partirà subito). Figaro si prende gioco del paggio con una delle arie più famose dell'opera, Non più andrai, farfallone amoroso.

### Secondo atto
Nelle grandi camere della Contessa, Susanna decide di rivelarle le attenzioni che essa ha ricevuto dal Conte. Entra Figaro ed espone il suo piano di battaglia: ha fatto pervenire al Conte un biglietto anonimo dove si afferma che la Contessa ha dato un appuntamento a un ammiratore per quella sera. Quindi suggerisce a Susanna di fingere di accettare un incontro col Conte: Cherubino (che non è ancora partito) andrà al posto di lei vestito da donna, così la Contessa smaschererà il marito, cogliendolo in fallo. Tuttavia, mentre il travestimento del paggio è ancora in corso, il Conte sopraggiunge e, insospettito dai rumori provenienti dalla stanza attigua (dove la Contessa ha rinchiuso Cherubino), decide di forzare la porta. Ma Cherubino riesce a fuggire saltando dalla finestra e Susanna ne prende il posto.
Quando dal guardaroba esce Susanna invece di Cherubino, il Conte è costretto a chiedere perdono alla moglie. Entra Figaro, che spera di poter finalmente affrettare la cerimonia nuziale.
Irrompe, però, il giardiniere Antonio che afferma di aver visto qualcuno saltare dalla finestra della camera della Contessa. Figaro cerca di parare il colpo sostenendo di essere stato lui a saltare. Ma ecco arrivare con Don Bartolo anche Marcellina che reclama i suoi diritti: possiede ormai tutti i documenti necessari per costringere Figaro a sposarla.

### Terzo atto
Mentre il Conte si trova nella sua stanza pensieroso, la Contessa spinge Susanna a concedere un appuntamento galante al Conte, il quale però si accorge dell'inganno e promette di vendicarsi (“Hai già vinta la causa”).
Il giudice Don Curzio entra con le parti contendenti e dispone che Figaro debba restituire il suo debito o sposare Marcellina, ma da un segno che Figaro porta sul braccio si scopre ch'egli è il frutto di una vecchia relazione tra Marcellina e Don Bartolo, i quali sono quindi i suoi genitori.
Marcellina è lietissima di aver ritrovato il figliolo, ma in quel mentre sopraggiunge Susanna con la somma necessaria a riscattare Figaro liberandolo dall'obbligo di sposare Marcellina: vedendoli abbracciati Susanna dapprima s'infuria, poi, compresa la felice situazione, si unisce alla gioia di Figaro e dei due più anziani amanti, suoi futuri suoceri.
Marcellina acconsente alla tardiva proposta di matrimonio dallo stesso Don Bartolo e condona il debito come regalo a Figaro per le nozze con Susanna, Don Bartolo porge un'ulteriore somma di denaro come regalo per il matrimonio; il Conte, invece, monta su tutte le furie.
La Contessa, intanto, determinata a riconquistare il marito, detta a Susanna un bigliettino, sigillato da una spilla, per l'appuntamento notturno, da far avere al Conte. Modificando il piano di Figaro, e agendo a sua insaputa, le due donne decidono che sarà la stessa Contessa e non Cherubino a incontrare il Conte al posto di Susanna.
Mentre alcune giovani contadine recano ghirlande per la Contessa, Susanna consegna il biglietto galante al Conte, che si punge il dito con la spilla. Figaro è divertito: non ha visto, infatti, chi ha dato il bigliettino al Conte. L'atto si conclude col festeggiamento di ben due coppie di sposi: oltre a Susanna e Figaro, anche Marcellina e Don Bartolo.

### Quarto atto

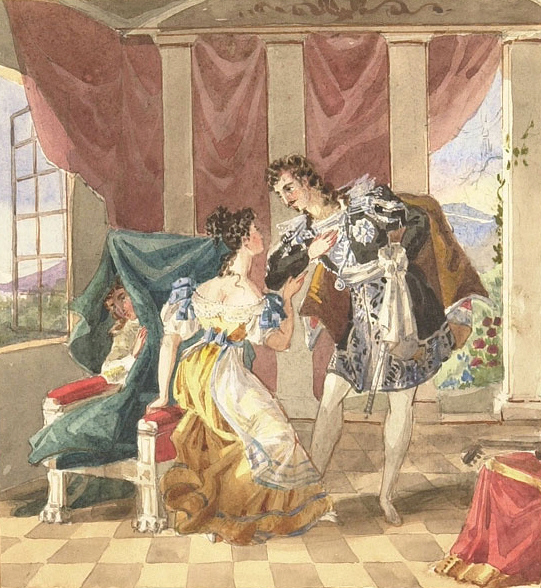
Un acquerello raffigurante una scena
da Le nozze di Figaro

È ormai calata la notte e nell'oscurità del parco del castello, Barbarina sta cercando la spilla che il Conte le ha detto di restituire a Susanna e che la fanciulla ha perduto. Figaro capisce che il biglietto ricevuto dal Conte gli era stato consegnato dalla sua promessa sposa e, credendo a una nuova trama, si nasconde con un piccolo gruppo di persone da usare come testimoni del tradimento di Susanna che, nel mentre, all'ascoltare i dubbi di Figaro sulla sua fedeltà, si sente offesa dalla sua mancanza di fiducia e decide di farlo stare sulle spine. Entra allora Cherubino e, vista Susanna (che è in realtà la Contessa travestita), decide di importunarla; nello stesso momento giunge il Conte il quale, dopo aver scacciato il paggio, inizia a corteggiare quella che crede essere la sua amante.

Fingendo di veder arrivare qualcuno, la Contessa travestita da Susanna fugge nel bosco, mentre il Conte va a vedere cosa succede; nel contempo Figaro, che stava spiando gli amanti, rimane solo e viene raggiunto da Susanna travestita da Contessa. I due si mettono a parlare, ma Susanna, durante la conversazione, dimentica di falsare la propria voce e Figaro la riconosce. Per punire la sua promessa sposa, questi non le comunica la cosa ma rende le proprie avances alla Contessa molto esplicite. In un turbinio di colpi di scena, alla fine Figaro chiede scusa a Susanna per aver dubitato della sua fedeltà, mentre il Conte, arrivato per la seconda volta, scorge Figaro corteggiare quella che crede essere sua moglie; interviene a questo punto la vera Contessa che, con Susanna, chiarisce l'inganno davanti a un Conte profondamente stupito. Poi chiede perdono alla contessa. Lei risponde "Più docile io sono e dico di sì"; finalmente le nozze tra Figaro e Susanna possono essere celebrate, la "folle giornata" si chiude con il coro finale "Ah tutti contenti".

## I ruoli vocali, sostituzione di arie e varianti testuali
Nelle Nozze di Figaro Mozart abbandona le convenzioni settecentesche dello stile vocale italiano, caratterizzato da tessiture molto acute e da un pronunciato virtuosismo, a favore di nuove sfaccettature sia liriche che drammatiche: dunque riorganizza l'ordinaria e topica costellazione dei personaggi dell'opera buffa, associando ai vari caratteri determinate tinte sociali, e dando vita a nuovi tipi sociopsicologici che si sarebbero poi instaurati nella futura visione operistica europea.

Sul frontespizio del libretto leggiamo soltanto tre tipi vocali: basso, soprano e tenore, corrispondenti al “triangolo” tradizionale dell'opera buffa. Mancano i termini baritono e mezzosoprano, semplicemente perché ancora non esistevano.

Considerando la partitura e la tessitura vocale ricavabile da essa riusciamo a cogliere e a comprendere le sfumature indicate dal compositore e la scelta moderna dei ruoli vocali: Figaro, basso, è in realtà un basso-baritono, visto il timbro più brillante e più chiaro; Conte è un basso con una tessitura più acuta, che nell'Ottocento prenderà senz'altro il nome di baritono; Antonio e Bartolo, interpretati nella prima rappresentazione dallo stesso cantante Francesco Bussani, sono entrambi due bassi buffi.

Mozart affida la dicitura di soprano a tutte le donne dell'opera, differenziandone minuziosamente il carattere: Susanna, soprano lirico che si avvicina al soprano di mezzo-carattere; Contessa, soprano lirico tendente al drammatico; Barbarina, soprano leggero; Marcellina è il mezzosoprano ed antagonista; Cherubino, mezzosoprano.

La parte più sacrificata è quella del tenore lasciata a Don Curzio e Basilio. Secondo la critica del Chronik von Berlin (1790) ciò doveva essere senz'altro dipeso dalla mancanza di tenori di spessore nel cast a vantaggio delle voci gravi.
Con la ripresa viennese dell'opera (quella del 29 agosto del 1789) Mozart modificò la partitura variando alcune parti del ruolo di Susanna, avendo a disposizione una nuova interprete: Adriana Ferrarese, già interprete di Fiordiligi nel Così fan tutte, e pertanto non da meno alla precedente Nancy Storace. I cambi riguardano due arie: “Venite inginocchiatevi” (II, 2) e “Deh vieni non tardare, o gioia bella” (IV,10) sostituite dalle meno articolate a livello musicale e meno incisive dal punto di vista drammaturgico “Un moto di gioia” e “Al desio di chi t'adora”.

La versione viennese non è stata mai preferita alla “tradizionale” (le due arie sono in genere di solito eseguite come «arie da concerto» anche se Mozart non le aveva affatto concepite come tali).

Soltanto nel 1998 al Metropolitan di New York, il direttore d'orchestra James Levine e l'allora Susanna Cecilia Bartoli decisero di introdurre in alcune recite delle Nozze le due arie sostitutive. Tale scelta fece sorgere un pubblico scandalo quando il regista, Jonathan Miller, contrario alla scelta, sollevò la questione durante la serata inaugurale a sipario aperto.

La sua visione non mutò negli anni, infatti nel 2003 in un'intervista al Paris Rewiew, ribadì la sua idea a tal proposito, ovvero che le due arie erano estranee ad una rappresentazione scenica visti i testi troppo poco congeniali alla drammaturgia.
Questa posizione sia dal punto di vista storico che estetico è da considerarsi lontana dalla verità: le arie non nascono come arie da concerto e sta al regista doverle inserire nel contesto e al cantante renderle vicine al personaggio.

Esistono altre due varianti testuali, forse anch'esse nate per la ripresa viennese: il recitativo Marcellina-Susanna e Cavatina di Marcellina, in sostituzione del celeberrimo Duettino “Via resti servita” (I,4) ; Il Recitativo accompagnato per Figaro, al posto del Recitativo secco “Ehi capitano” che precede “Non più andrai farfallone amoroso”, (I,8).

## Organico orchestrale
La partitura di Mozart prevede l'utilizzo di
- 2 flauti, 2 oboi, 2 clarinetti, 2 fagotti
- 2 corni, 2 trombe
- timpani
- archi

Il basso continuo nei recitativi secchi è garantito dal clavicembalo (o dal fortepiano), e dal violoncello.

## Struttura musicale
- Ouverture

### Primo atto
1. Duettino Cinque… dieci… venti… (Susanna, Figaro)
2. Duettino Se a caso madama la notte ti chiama (Susanna, Figaro)
3. Cavatina Se vuol ballare, signor Contino (Figaro)
4. Aria La vendetta, oh la vendetta! (Bartolo)
5. Duettino Via resti servita, madama brillante (Susanna, Marcellina)
6. Aria Non so più cosa son, cosa faccio (Cherubino)
7. Terzetto Cosa sento! tosto andate (Susanna, Basilio, il Conte)
8. Coro Giovani liete, fiori spargete
9. Aria Non più andrai (Figaro)

### Secondo atto
1. Cavatina Porgi amor qualche ristoro (la Contessa)
2. Arietta Voi che sapete che cosa è amor (Cherubino)
3. Aria Venite inginocchiatevi (Susanna)
4. Terzetto Susanna or via sortite (la Contessa, Susanna, il Conte)
5. Duettino Aprite presto aprite (Susanna, Cherubino)
6. Finale Esci ormai garzon malnato (Susanna, la Contessa, Marcellina, Basilio, il Conte, Antonio, Bartolo, Figaro)

### Terzo atto
1. Duettino Crudel! perché finora (Susanna, il Conte)
2. Recitativo e aria Hai già vinta la causa - Vedrò mentr’io sospiro (il Conte)
3. Sestetto Riconosci in questo amplesso (Susanna, Marcellina, Don Curzio, il Conte, Bartolo, Figaro)
4. Recitativo e aria E Susanna non vien - Dove sono i bei momenti (la Contessa)
5. Duettino Canzonetta sull’aria (Susanna, la Contessa)
6. Coro Ricevete, o padroncina (fanciulle)
7. Finale Ecco la marcia, andiamo (Susanna, la Contessa, il Conte, Figaro; coro)

### Quarto atto
1. Cavatina L’ho perduta... me meschina (Barbarina)
2. Aria Il capro e la capretta (Marcellina)
3. Aria In quegl’anni in cui val poco (Basilio)
4. Recitativo e aria Tutto è disposto - Aprite un po’ quegl’occhi (Figaro)
5. Recitativo e aria Giunse alfin il momento - Deh vieni, non tardar (Susanna)
6. Finale Pian pianin le andrò più presso (Susanna, la Contessa, Barbarina, Cherubino, Marcellina, Basilio, il Conte, Antonio, Figaro, Bartolo)[11]